# Discopteromyia bicincta
Discopteromyia bicincta är en tvåvingeart som beskrevs av Meijere 1913. Discopteromyia bicincta ingår i släktet Discopteromyia och familjen vapenflugor. Inga underarter finns listade i Catalogue of Life.